# 1857.
◄ | 18. stoljeće | 19. stoljeće | 20. stoljeće | ►
◄ | 1820-ih | 1830-ih | 1840-ih | 1850-ih | 1860-ih | 1870-ih | 1880-ih | ►
◄◄ | ◄ | 1854. | 1855. | 1856. | 1857. | 1858. | 1859. | 1860. | ► | ►►
Arhitektura • Astronomija • Biologija • Fotografija • Glazba • Kazalište • Kemija • Kiparstvo • Knjige • Književnost • Kršćanstvo • Meteorologija • Medicina • Planinarstvo • Politika • Pravo • Promet • Slikarstvo • Šport • Znanost • Željeznički promet

## Rođenja
- 23. siječnja – Andrija Mohorovičić, hrvatski geofizičar († 1936.)
- 22. veljače – Robert Baden Powell, osnivač svjetskog izviđačkog (skautskog) pokreta († 1941.)
- 22. veljače – Heinrich Rudolf Hertz, njemački fizičar († 1894.)
- 7. ožujka – Julius Wagner-Jauregg, austrijski liječnik, nobelovac († 1940.)
- 5. srpnja – Clara Zetkin, njemačka revolucionarka i članica međunarodnoga radničkog pokreta († 1933.)
- 30. srpnja – Ignaz von Szyszyłowicz, poljski botaničar († 1910.)
- 15. rujna – William Howard Taft, 27. predsjednik SAD-a († 1930.)
- 9. listopada – Ivo Vojnović, hrvatski književnik († 1929.)
- 1. studenog – Josip Hohnjec, hrvatski slikar († 1939.)
- 17. studenog – Celestin Medović, hrvatski slikar († 1920.)
- 22. studenog – George Gissing, engleski književnik († 1903.)
- 27. studenog – Charles Scott Sherrington, britanski liječnik, nobelovac († 1952.)
- 3. prosinca – Joseph Conrad, engleski prozaist poljskoga podrijetla († 1924.)
- 16. prosinca – Edward Emerson Barnard, američki astronom († 1923.)

## Smrti
- 20. svibnja – Ivan Franjo Jukić, hrvatski književnik, kulturni i politički djelatnik (* 1818.)
- 23. svibnja – Augustin Louis Cauchy, francuski matematičar (* 1789.)
- 5. rujna – Auguste Comte, francuski matematičar i filozof (* 1798.)

## Vanjske poveznice
|  | Zajednički poslužitelj ima još gradiva o temi 1857. |